# Keukenhof

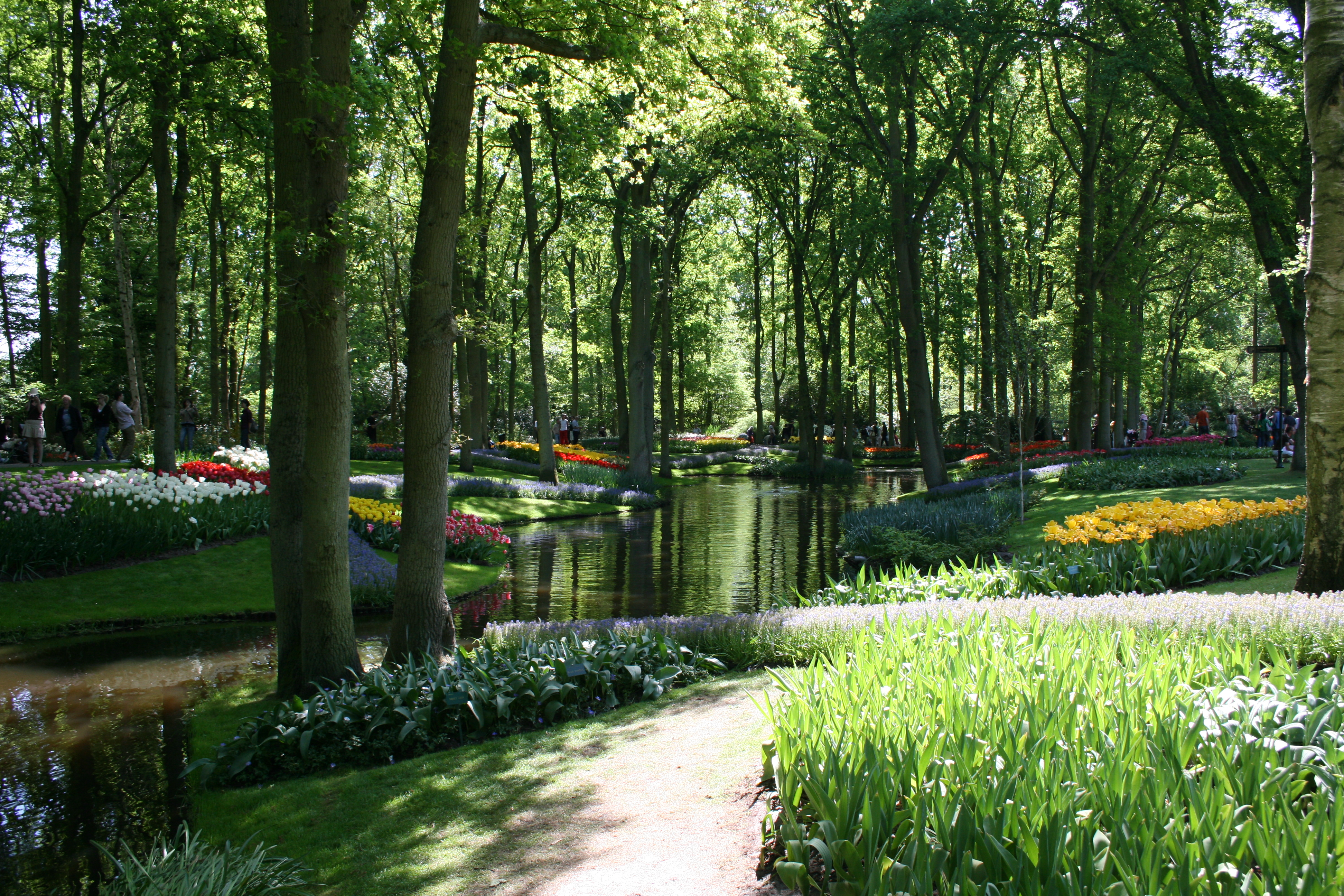
Vy över parken

Keukenhof är en blomsterpark som ligger utanför Lisse i Nederländerna. Parken etablerades 1949 och är känd för sina vackra tulpaner. Parken är en stor turistattraktion som drar många besökare under de två månader som den har öppet varje år.
Keukenhofparken täcker ett område på 32 hektar. Cirka 7 miljoner blomlökar planteras årligen. Keukenhof har förutom tulpaner också många andra blommor; hyacinter, påskliljor, liljor, rosor, nejlikor och iris.
I genomsnitt lockar Rijksmuseum 8000 personer om dagen och Efteling 14000. Men under två månader om året är Keukenhof den största turistattraktionen med 26000 besökare om dagen.
Antalet besökare 2023 uppgick till 1,1 miljon.